# 威廉·蓋迪斯
小威廉·湯瑪斯·蓋迪斯（英語：William Thomas Gaddis, Jr.，1922年12月29日—1998年12月16日），美國小說家。他的第一部，也是最長的小說《承認》（The Recognitions）被《時代雜誌》評為時代雜誌百大英文小說，另外兩部小說則獲得了年度美國國家圖書獎。蓋迪斯是美國最重要的後現代主義作家之一。由於其複雜性和創造力的結構和風格，他的小說往往具有挑戰性。

## 作品
- 《承認》（The Recognitions）, 1955.  ISBN 9780140187083
- 《木匠的哥特式》（Carpenter's Gothic）, 1985. ISBN 9780670697939
- 《他自己的嬉戲》（A Frolic of His Own）, 1994. ISBN 9780670855537
- 《爭取第二名》（The Rush for Second Place）, 2002. ISBN 9780142002384

## 連結
- The Gaddis Annotations （页面存档备份，存于）, a comprehensive scholarly site
- WorldCat 聯合目錄中威廉·蓋迪斯的著作或與之相關的著作
- The William Gaddis papers at Washington University in St. Louis
- The William Gaddis pages at The Modern Word website
- Zoltán Abádi-Nagy. . Paris Review. Winter 1987  [2012-11-05]. （原始内容存档于2021-02-03）.